# Milton Luis Tróccoli Cebedio
Milton Luis Tróccoli Cebedio (* 3. März 1964 in Montevideo, Uruguay) ist ein uruguayischer Geistlicher und römisch-katholischer Bischof von Maldonado-Punta del Este-Minas.

## Leben
Milton Luis Tróccoli Cebedio empfing am 8. Mai 1988 durch Papst Johannes Paul II. das Sakrament der Priesterweihe.
Am 27. November 2009 ernannte ihn Papst Benedikt XVI. zum Titularbischof von Munatiana und bestellte ihn zum Weihbischof in Montevideo. Der Erzbischof von Montevideo, Nicolás Cotugno Fanizzi SDB, spendete ihm am 20. Dezember desselben Jahres die Bischofsweihe; Mitkonsekratoren waren der Bischof von San José de Mayo, Arturo Fajardo, und der Apostolische Nuntius in Uruguay, Erzbischof Anselmo Guido Pecorari.
Papst Franziskus ernannte ihn am 15. Juni 2018 zum Bischof von Maldonado-Punta del Este. Die Amtseinführung fand am 8. Juli desselben Jahres statt. Am 13. Juli 2019 ernannte ihn Papst Franziskus für fünf Jahre zum Mitglied der Kongregation für den Klerus.
Mit der Vereinigung der beiden Bistümer Minas und Maldonado-Punta del Este am 2. März 2020 wurde er von Papst Franziskus zum Bischof von Maldonado-Punta del Este-Minas ernannt. Die Amtseinführung erfolgte am 15. März desselben Jahres.
Tróccoli ist zudem Generalsekretär der uruguayischen Bischofskonferenz.